# Wim Suyker
Wim Bernhardus Christoffel Suyker (1955) is een Nederlandse econoom, vooral bekend om zijn lange dienstverband bij het Centraal Planbureau (CPB). Als programmaleider Macro-economie had hij met zijn macro-economische ramingen invloed op regeerakkoorden, miljoenennota’s en verkiezingsprogramma's.
In aanloop naar de Tweede Kamerverkiezingen 2023 kwam Suyker na zijn pensionering in het nieuws vanwege zijn doorrekeningen van verkiezingsprogramma's van partijen, die niet deelnamen aan de doorrekening van het CPB.